# Llibertat Ródenas Rodriguez
Llibertat Ródenas Rodriguez (Chera, 1892 – México, 1970) fue una anarcosindicalista española.

## Trayectoria
Ródenas era hija de un republicano anticlerical, y estudió en una escuela laica. Procedente de Chera, en Valencia, se trasladó a Barcelona en 1918 donde entró en contacto con la Confederación Nacional del Trabajo (CNT) y llevó a cabo diversas campañas propagandísticas. Destacó pronto por su oratoria durante los años de la Primera Guerra Mundial. En 1919 hizo campañas en Cataluña con Josep Viadiu i Vendrell y Felipe Barjau i Riera, y en Valencia con Eusebi Carbó i Carbó, dando a conocer la filosofía y la organización de los Sindicatos Únicos.
En 1920, después de unos mítines, fue encarcelada en Manresa durante tres meses, y volvió a ser encarcelada poco después en Guadalajara tras denunciar públicamente los abusos del general Severiano Martínez Anido siendo gobernador civil en Barcelona. Ródenas, que participó en comités de ayuda a los presos, criticó duramente la ley de fugas, que se había convertido en una forma de eliminar personas conflictivas para el régimen. A partir de 1931, hizo una campaña muy activa a favor de la Federación Anarquista Ibérica (FAI).
En 1932, se convirtió en la compañera sentimental del militante de la CNT Josep Viadiu, con quien tuvo tres hijos. Cuando estalló la guerra civil en 1936, se enroló en la columna Durruti y fue a combatir en el frente de Zaragoza con dos mil voluntarios de la CNT y la FAI. Allí fue responsable de la evacuación de niños y niñas aragoneses. Pero después de conflictos internos dentro del bando republicano el ejército se militarizó, y una de las primeras medidas que se tomaron fue la de excluir a las mujeres del frente. Así, la imagen de la miliciana fue eliminada de los carteles propagandísticos y en su lugar aparecieron imágenes de mujeres dedicadas a tareas de asistencia social, en la retaguardia. Este rechazo motivó su entrada a la  agrupación  Mujeres Libres, que combinaba la lucha libertaria con la feminista.
Ródenas creía que la renovación de los roles de género pasaba por la educación y participó activamente en las tareas de alfabetización y formación especializada del Casal de la Mujer Trabajadora, donde asistían a clase entre 600 y 800 mujeres. En 1939, se exilió en Francia, luego en Santo Domingo y, finalmente, se estableció en México desde donde recuperó a su hijo pequeño ya que, durante la guerra, había enviado a sus tres hijos a la Unión Soviética. Los otros dos murieron luchando contra el nazismo en la batalla de Leningrado.